# Верхний Балыклей
Ве́рхний Балыкле́й — село в Быковском районе Волгоградской области России, административный центр Верхнебалыклейского сельского поселения.
В селе есть школа,полицейский участок, парикмахерская, мед.учреждение, клуб, кофе,  11 магазинов, банк, отделение почтовой связи 404078. Посёлок газифицирован.

## История
Основано в конце 17 века переселенцами из Горного Балыклея. Название связано с тем, что много ловилось здесь рыбы, из неё делали балык и продавали на ярмарках. По состоянию на 1859 год село Верхне-Балыклейское относилось к Царевскому уезду Астраханской губернии. На тот момент в селе имелось 22 двора, проживало 1508 жителей (730 мужчин и 778 женщин).
По состоянию на 1900 год село являлось волостным центром, в селе имелись две школы (мужская и женская), почтовое отделение. Согласно Памятной книжке Астраханской губернии на 1914 год в селе проживали 2153 души мужского и 2142 женского пола. За селом было закреплено 11844 десятин удобной и 4403 десятины неудобной земли.
8 декабря 1921 года Всероссийский центральный исполнительный комитет принял постановление «Об утверждении Николаевского уезда Царицынской губернии», в состав которого входила, в том числе и Верхнебалыклейская волость. В 1928 году Верхний Балыклей включён в состав Дубовского района Сталинградского округа Нижне-Волжского края. Позднее передан в состав Пролейского района (с 1959 года — Приморский район).
В 1963 году в связи с упразднением Приморского района включён в состав Среднеахтубинского района. В 1965 году передан в состав Быковского района Волгоградской области.
В 1958 году жители села были переселены на новое место. После переселения из зоны затопления стало застраиваться строго по генплану.

## Физико-географическая характеристика
Село расположено в Заволжье, в пределах Прикаспийской низменности, на восточном берегу Волгоградского водохранилища, на высоте около 25 метров выше уровня мирового океана. Рельеф местности равнинный. На территории прилегающей к водохранилищу развита овражно-балочная сеть. Почвы каштановые. Почвообразующие породы - пески.
По автомобильной дороге расстояние до областного центра города Волгограда составляет 120 км, до города Волжский - 100 км, до районного центра посёлка Быково - 35 км. К селу имеется подъезд от региональной автодороги Астрахань — Волжский — Энгельс — Самара (5 км).
Климат
Климат резко-континентальный, засушливый (согласно классификации климатов Кёппена-Гейгера — Dfa). Среднегодовая температура воздуха положительная и составляет + 7,7 °C, средняя температура самого холодного месяца января - 8,6 °C, самого жаркого месяца июля + 23,7 °C. Расчётная многолетняя норма осадков — 381 мм. Наименьшее количество осадков выпадает в марте (21 мм), наибольшее в июне (44 мм)
Часовой пояс
Верхний Балыклей, как и вся Волгоградская область, находится в часовой зоне МСК (московское время). Смещение применяемого времени относительно UTC составляет +3:00.

## Население
| 1859 | 1897 | 1904 | 1914 |
| ---- | ---- | ---- | ---- |
| 1508 | 3867 | 3912 | 4295 |

| 2010 |
| ---- |
| 1730 |